# Basílica de San Nazaro in Brolo (Milán)
La Basílica de San Nazaro in Brolo  —originariamente llamada Basílica Apostolorum— es una de las iglesias más antiguas de Milán y la primera de cruz latina en el Imperio de Occidente.  El complejo actual consta de la propia basílica, del posterior Mausoleo de Trivulzio y de la capilla de Santa Caterina, ambos renacentistas.

## Historia
La basílica de San Nazaro fue construida entre los años 382 y 386 d.C., en una época en que Mediolanum  —la actual Milán— era la capital del Imperio romano. Es una de las cuatro basílicas edificadas a instancias de san Ambrosio, conocidas como basílicas ambrosianas. Las cuatro están dedicadas a las diversas categorías de santos, ya que aún no existía la costumbre de nombrar las iglesias con el nombre de un solo santo. Las otras tres basílicas son:
- Una basílica para los profetas: la Basílica Prophetarum, más tarde rebautizada como basílica de San Dionigi, y que no ha llegado hasta la actualidad.
- Una para los mártires: la Basílica Martyrum, que posteriormente se convirtió en la Basílica de San Ambrosio.
- Una para las vírgenes: la Basílica Virginum, más tarde renombrada como basílica de San Simpliciano.

La Basílica Apostolorum se construyó fuera de las murallas de Milán, adyacente a la Via Porticata, con la que estaba conectada por un atrio. Esta calle monumental estaba bordeada de pórticos con columnas, uno de cuyos capiteles, el de Flavia Serena, esposa de Estilicón, tutor del emperador Honorio —el único que se conserva— se incorporó a la basílica de San Nazaro, junto con cuatro columnas, que se colocaron en la parte posterior de un ábside.  En 395 o 396 —según una antigua tradición— san Ambrosio trasladó las reliquias de san Nazario a la basílica. Es posible que Ambrosio también fuera enterrado bajo el altar mayor, junto a supuestas reliquias de varios apóstoles. El relicario que pudo contener estas reliquias —en plata finamente cincelada— se halla ahora en el Museo Diocesano de Milán.

## Arquitectura
El edificio actual es de 56 m de longitud por 45,30 m en el transepto, 14,20 m de ancho y 13,15 m de alto. Según una inscripción en las paredes del coro —atribuida a Ambrosio— la planta es de cruz latina para celebrar la resurrección de Jesús. Frente a la basílica había un atrio porticado. Bajo el altar se encontraban las reliquias de los apóstoles. En 396, cuando se descubrió el cuerpo de san Nazaro, se creó un nuevo ábside. Como recuerda una inscripción, Flavia Serena donó los mármoles para el sacelio que albergaba las reliquias y también embelleció el resto de la iglesia.
El ábside del brazo derecho tenía un portal con un falso pórtico. El 30 de marzo de 1075, la basílica fue gravemente dañada por un incendio, siendo reconstruida en estilo románico, conservando las paredes originales. El techo de la nave —que era de madera— fue sustituido por un techo abovedado, añadiendo una cúpula con linterna, un campanario, y grandes ábsides en ambos brazos laterales. Ya entonces la iglesia era conocida como basílica de San Nazaro in Brolo.
En el siglo XVI se erigió el Mausoleo de Trivulzio, en estilo renacentista. La basílica sufrió varias transformaciones en el siglo XVII y el siglo XVIII. En 1567 Carlos Borromeo construyó un nuevo altar mayor —modificado en el siglo XVIII— demoliendo el ciborio que se encontraba bajo la cúpula y el de san Nazaro, que estaba apoyado en el ábside. El cardenal Federico Borromeo mandó construir una nueva sacristía en el brazo derecho. Entre 1828 y 1830, hubo más modificaciones —sobre todo en el interior— en estilo neoclásico.
Entre 1938-1962, y entre 1967-1986 se llevaron a cabo excavaciones, prospecciones arqueológicas y restauraciones. Ello permitió reconstruir la planta original de la basílica, la terminación de los brazos laterales y la relación del edificio con la Via Porticata. El redescubrimiento y la restauración de parte de las formas paleocristianas y románicas bajo los camuflajes barrocos y neoclásicos dio lugar la forma actual de la basílica, sobre la base de los antiguos muros sacados a la luz. Se recuperaron importantes hallazgos de la época romana y paleocristiana y se ha hecho visitable la zona arqueológica subterránea.

## Mausoleo de Trivulzio
La construcción del Mausoleo de Tribulzio se inició en 1512, según un diseño de Bramantino, con la forma de un gran paralelepípedo. Las obras del interior se completaron en 1565, pero el exterior —que debía tener un pronaos tetrástilo— nunca se terminó. Lamentablemente, no se edificó como una capilla lateral sino delante de su fachada, que por tanto quedó desfigurada. La fachada principal del mausoleo es de mampostería de ladrillo rojo en su parte inferior, donde hay cuatro pilastras de orden toscano. La entrada tiene un frontón triangular y está flanqueada a ambos lados por sendas puertas laterales. Arriba, un bajorrelieve representa tres escudos de armas, uno de ellos el de Trivulzio. En el centro de la parte superior se abre una ventana con parteluz, con una pilastra de orden jónico a cada lado, si bien el de la izquierda está dañado.

## Obras de arte y epígrafes
Las restauraciones del siglo XX devolvieron al edificio gran parte de su aspecto original pero —lamentablemente— eliminaron algunos elementos posteriores de interés. Actualmente, el crucero derecho posee algunas obras de arte importantes. En su lado izquierdo está un bajorrelieve de la Crucifixión de Bonino da Campione. En su lado derecho hay una Última cena renacentista de Bernardino Lanino.
Dentro de la basílica hay cuatro epígrafes antiguos. Los de Ambrosio y Serena —en el presbiterio— atestiguan la fundación de la basílica. La del obispo Glicerio —en el transepto izquierdo— y la del médico Dióscoro —en el otro, donde se ve el pavimento original en opus sectile— son de naturaleza funeraria. Al lado del altar moderno se encuentran los restos de las bases de las columnas de tres atrios paleocristianos, que conducían al brazo detrás del altar y a los dos laterales del transepto.